# Équation de Mason-Weaver
L'équation de Mason-Weaver est une équation décrivant la sédimentation et la diffusion de solutés sous l'action d'une force uniforme, typiquement un champ de pesanteur.

## Expression mathématique
En supposant que la pesanteur est un champ orienté dans la direction z, l'équation de Mason-Weaver peut s'écrire
{\displaystyle {\frac {\partial c}{\partial t}}=D{\frac {\partial ^{2}c}{\partial z^{2}}}+sg{\frac {\partial c}{\partial z}}}
où t est le temps, c est la concentration linéaire du soluté (moles par unité de longueur dans la direction z) et les paramètres D, s et g représentent respectivement le coefficient de diffusion du soluté, le coefficient de sédimentation et l'accélération de la pesanteur (supposée constante).
L'équation de Mason-Weaver est complétée par des conditions aux limites. Si la cellule est supposée rectangulaire et alignée sur un système de coordonnées cartésiennes ; on a
{\displaystyle D{\frac {\partial c}{\partial z}}+sgc=0}
au sommet et au fond de la cellule notée respectivement za et zb. Ces conditions aux limites correspondent au fait que physiquement il est impossible à un soluté de passer à travers les parois de la cellule et que le flux doit donc y être nul. De même le flux sur les parois latérales doit être nul. En conséquence la quantité totale de solutés contenus dans la cellule 
{\displaystyle N_{\text{tot}}=\int _{z_{b}}^{z_{a}}dz\ c(z,t)}
est conservée, i.e. {\displaystyle dN_{\text{tot}}/dt=0}.

## Obtention de l'équation de Mason-Weaver

### Vitesse de sédimentation
La force s'exerçant sur une particule dans un fluide incompressible est donnée par l'équation de Basset–Boussinesq–Oseen :
{\displaystyle m_{p}{\frac {\mathrm {d} \mathbf {V} }{\mathrm {d} t}}=-\underbrace {3\pi \mu d_{p}\mathbf {V} } _{\text{traînée (Stokes)}}-\underbrace {{\frac {m_{f}}{2}}\,{\frac {{\text{d}}\mathbf {V} }{{\text{d}}t}}} _{\text{masse ajoutée}}-\underbrace {{\frac {3}{2}}d_{p}^{2}{\sqrt {\pi \rho _{f}\mu }}\int _{-\infty }^{t}{\frac {1}{\sqrt {t-\tau }}}\,{\frac {{\text{d}}\mathbf {V} }{{\text{d}}\tau }}\,{\text{d}}\tau } _{\text{force de Basset}}+\underbrace {(m_{p}-m_{f})\mathbf {g} } _{\text{poussée d'Archimède}}}
avec
| {\displaystyle d_{p}}                                     | diamètre de la particule,                                       |
| {\displaystyle m_{f}={\frac {\rho _{f}}{\rho _{p}}}m_{p}} | masse de fluide déplacé,                                        |
| {\displaystyle \rho _{f},\rho _{p}}                       | masses volumiques du fluide et de la particule, respectivement, |
| {\displaystyle \mu }                                      | viscosité dynamique du fluide,                                  |
| {\displaystyle \mathbf {g} }                              | champ d'accélération auquel est soumis le milieu.               |
Ici le temps caractéristique que met la particule pour atteindre sa vitesse limite donnée par l'équilibre des forces qui s'exercent sur elle est très faible (typiquement 10 ns pour des solutés moléculaires). On supposera donc cet équilibre vrai à chaque instant. On en déduit la vitesse limite en faisant {\displaystyle {\frac {\mathrm {d} \mathbf {V} }{\mathrm {d} t}}=0} :
{\displaystyle \mathbf {V} _{l}={\frac {m_{p}-m_{f}}{3\pi \mu d_{p}}}\mathbf {g} }
On définit le coefficient de sédimentation par :
{\displaystyle s={\frac {V_{l}}{g}}}
Le flux est donné par :
{\displaystyle \mathbf {J} =-D\nabla c-\mathbf {V} _{l}\,c=-D\nabla c-s\,c\,\mathbf {g} }
Le premier terme décrit le flux dû à la diffusion de la matière sous l'effet d'un gradient de concentration, tandis que le second terme décrit le flux convectif dû à la vitesse moyenne {\displaystyle V_{l}} des particules.

### Équation de conservation
On peut définir une loi de conservation pour une variable extensive {\displaystyle \phi } entraînée à la vitesse {\displaystyle \mathbf {V} } et comportant un terme de production volumique {\displaystyle S} par :
{\displaystyle {\frac {\partial \phi }{\partial t}}+\nabla \cdot (\phi \mathbf {V} )=S}
Dans notre cas {\displaystyle \phi =c}, {\displaystyle \mathbf {V} ={\frac {\mathbf {J} }{c}}} et {\displaystyle S=0}.
En remplaçant le flux par son expression on obtient l'équation de Mason-Weaver :
{\displaystyle {\frac {\partial c}{\partial t}}=D\nabla ^{2}c+s\nabla \cdot (\mathbf {c\,g} )}
Soit, en une dimension d'espace z alignée avec g supposé constant:
{\displaystyle {\frac {\partial c}{\partial t}}=D{\frac {\partial ^{2}c}{\partial z^{2}}}+s\,g{\frac {\partial c}{\partial z}}}

## L'équation de Mason-Weaver sans dimension
Les paramètres D, s et g déterminent une longueur caractéristique {\displaystyle z_{0}}
{\displaystyle z_{0}\ {\stackrel {\mathrm {def} }{=}}\ {\frac {D}{sg}}}
et un temps caractéristique {\displaystyle t_{0}}
{\displaystyle t_{0}\ {\stackrel {\mathrm {def} }{=}}\ {\frac {D}{s^{2}g^{2}}}}
En définissant les grandeurs sans dimension {\displaystyle \zeta \ {\stackrel {\mathrm {def} }{=}}\ z/z_{0}} et {\displaystyle \tau \ {\stackrel {\mathrm {def} }{=}}\ t/t_{0}}, l'équation de Mason-Weaver devient :
{\displaystyle {\frac {\partial c}{\partial \tau }}={\frac {\partial ^{2}c}{\partial \zeta ^{2}}}+{\frac {\partial c}{\partial \zeta }}}
soumise aux conditions aux limites
{\displaystyle {\frac {\partial c}{\partial \zeta }}+c=0}
au sommet et au fond de la cellule, respectivement {\displaystyle \zeta _{a}} et 
{\displaystyle \zeta _{b}}.

## Solution de l'équation de Mason-Weaver
Cette équation aux dérivées partielles peut être résolue par une méthode de séparation des variables. En posant {\displaystyle c(\zeta ,\tau )\ {\stackrel {\mathrm {def} }{=}}\ e^{-\zeta /2}T(\tau )P(\zeta )}, on obtient deux équations différentielles ordinaires couplées par une constante {\displaystyle \beta }
{\displaystyle {\frac {dT}{d\tau }}+\beta T=0}
{\displaystyle {\frac {d^{2}P}{d\zeta ^{2}}}+\left[\beta -{\frac {1}{4}}\right]P=0}
où les valeurs possibles de {\displaystyle \beta } sont définies par les conditions aux limites
{\displaystyle {\frac {dP}{d\zeta }}+{\frac {1}{2}}P=0}
aux frontières supérieure et inférieure {\displaystyle \zeta _{a}} et {\displaystyle \zeta _{b}} respectivement. Puisque l'équation en T admet les solutions {\displaystyle T(\tau )=T_{0}e^{-\beta \tau }} où {\displaystyle T_{0}} est une constante la résolution de l'équation de Mason-Weaver se réduit à trouver la fonction {\displaystyle P(\zeta )}.
Les équations différentielles ordinaires pour P et ses conditions satisfont les critères de la théorie de Sturm-Liouville ce qui amène à plusieurs conclusions. Tout d'abord il existe un ensemble orthonormé de fonctions propres {\displaystyle P_{k}(\zeta )} qui est solution des équations différentielles et satisfait les conditions aux limites. De plus les valeurs propres correspondantes {\displaystyle \beta _{k}} sont réelles, limitées inférieurement par la valeur propre {\displaystyle \beta _{0}} et croissent asymptotiquement comme {\displaystyle k^{2}} où l'entier naturel  k est le rang de la fonction propre. Dans le cas présent la plus petite valeur propre est zéro, correspondant à l'équilibre.  Enfin, les fonctions propres forment un ensemble complet ; toute solution pour {\displaystyle c(\zeta ,\tau )} peut être exprimée comme une combinaison linéaire des fonctions propres
{\displaystyle c(\zeta ,\tau )=\sum _{k=0}^{\infty }c_{k}P_{k}(\zeta )e^{-\beta _{k}\tau }}
où {\displaystyle c_{k}} sont des coefficients constants déterminés à partir de la distribution initiale {\displaystyle c(\zeta ,\tau =0)}
{\displaystyle c_{k}=\int _{\zeta _{a}}^{\zeta _{b}}d\zeta \ c(\zeta ,\tau =0)e^{\zeta /2}P_{k}(\zeta )}
À l'équilibre par définition {\displaystyle \beta =0} et la distribution de concentration à l'équilibre est :
{\displaystyle e^{-\zeta /2}P_{0}(\zeta )=Be^{-\zeta }=Be^{-m_{b}gz/k_{B}T}}
ce qui est en accord avec la distribution de Boltzmann.
Les fonctions {\displaystyle P_{0}(\zeta )} sont solutions des équations différentielles et satisfont aux conditions aux limites pour toutes les valeurs de {\displaystyle \zeta } (ce que l'on peut vérifier par substitution) et la constante B peut-être déterminée à partir de la quantité totale de soluté.
{\displaystyle B=N_{tot}\left({\frac {sg}{D}}\right)\left({\frac {1}{e^{-\zeta _{b}}-e^{-\zeta _{a}}}}\right)}
Pour trouver les valeurs propres hors équilibre {\displaystyle \beta _{k}}, nous procédons comme suit. L'équation en P a la forme d'un oscillateur harmonique simple de solutions {\displaystyle P(\zeta )=e^{i\omega _{k}\zeta }} où
{\displaystyle \omega _{k}=\pm {\sqrt {\beta _{k}-{\frac {1}{4}}}}}
Suivant la valeur de {\displaystyle \beta _{k}}, {\displaystyle \omega _{k}} est soit purement réel ({\displaystyle \beta _{k}\geq {\frac {1}{4}}}) ou imaginaire pur ({\displaystyle \beta _{k}<{\frac {1}{4}}}). Seule une solution imaginaire pure peut satisfaire les conditions aux limites, c'est-à-dire la solution à l'équilibre.  En conséquence les fonctions propres hors équilibre s'écrivent
{\displaystyle P(\zeta )=A\cos {\omega _{k}\zeta }+B\sin {\omega _{k}\zeta }}
où A et B sont des constantes et {\displaystyle \omega } est un réel strictement positif.
En introduisant l'amplitude de l'oscillateur {\displaystyle \rho } et la phase {\displaystyle \phi } comme nouvelles variables,
{\displaystyle u\ {\stackrel {\mathrm {def} }{=}}\ \rho \sin(\phi )\ {\stackrel {\mathrm {def} }{=}}\ P}
{\displaystyle v\ {\stackrel {\mathrm {def} }{=}}\ \rho \cos(\phi )\ {\stackrel {\mathrm {def} }{=}}\ -{\frac {1}{\omega }}\left({\frac {dP}{d\zeta }}\right)}
{\displaystyle \rho \ {\stackrel {\mathrm {def} }{=}}\ u^{2}+v^{2}}
{\displaystyle \tan(\phi )\ {\stackrel {\mathrm {def} }{=}}\ v/u}
l'équation du second degré en P est factorisée en deux équations du premier degré
{\displaystyle {\frac {d\rho }{d\zeta }}=0}
{\displaystyle {\frac {d\phi }{d\zeta }}=\omega }
De façon remarquable les conditions aux limites obtenues sont indépendantes de {\displaystyle \rho } ainsi que des points extrêmes {\displaystyle \zeta _{a}} et {\displaystyle \zeta _{b}}
{\displaystyle \tan(\phi _{a})=\tan(\phi _{b})={\frac {1}{2\omega _{k}}}}
En conséquence on obtient l'équation
{\displaystyle \phi _{a}-\phi _{b}+k\pi =k\pi =\int _{\zeta _{b}}^{\zeta _{a}}d\zeta \ {\frac {d\phi }{d\zeta }}=\omega _{k}(\zeta _{a}-\zeta _{b})}
donnant une solution exacte pour les fréquences {\displaystyle \omega _{k}}
{\displaystyle \omega _{k}={\frac {k\pi }{\zeta _{a}-\zeta _{b}}}}
Les fréquences propres {\displaystyle \omega _{k}} sont positives puisque {\displaystyle \zeta _{a}>\zeta _{b}} et consistent en un jeu d'harmoniques e la fréquence fondamentale {\displaystyle \omega _{1}\ {\stackrel {\mathrm {def} }{=}}\ \pi /(\zeta _{a}-\zeta _{b})}. Finalement les valeurs propres {\displaystyle \beta _{k}} peut être tirées de {\displaystyle \omega _{k}}
{\displaystyle \beta _{k}=\omega _{k}^{2}+{\frac {1}{4}}}
Prises ensemble les composantes de la solution hors équilibre correspondent à une décomposition en séries de Fourier de la distribution de concentration initiale {\displaystyle c(\zeta ,\tau =0)} pondérée par les {\displaystyle e^{\zeta /2}}. Chaque composante de Fourier décroît comme indépendamment comme {\displaystyle e^{-\beta _{k}\tau }} où {\displaystyle \beta _{k}} est donné plus haut en termes de fréquence de série de Fourier {\displaystyle \omega _{k}}.